# Рид, Птолемей
Птолемей Александр Рид (англ. Ptolemy Alexander Reid; 8 мая 1912, Британская Гвиана — 2 сентября 2003, Джорджтаун) — государственный деятель Гайаны. С 1980 по 1984 год занимал должность премьер-министра страны.

## Биография
Изучал ветеринарию в институте в Таскиги (штат Алабама), затем не смог найти работу в Британской Гвиане и переехал жить в Англию, где стал сотрудником Королевского колледжа ветеринарных хирургов, а затем практиковался в канадской провинции Саскачеван. В 1958 году вернулся в Гайану и занялся политикой в 1960 году, когда присоединился к партии Народный национальный конгресс. В 1961 году безуспешно баллотировался на должность представителя от избирательного округа Померун-Супенаам.
В 1964 году к власти в стране пришёл Форбс Бёрнхем и П. Рид стал вице-премьером и министром внутренних дел (1964–1966), министром торговли (1967), министром финансов (1967–1970), министром сельского хозяйства (1970–1972), министром сельского хозяйства и национального развития (1972–1974).
В 1980 году Форбс Бёрнхем занял должность президента Гайаны, а П. Рид стал премьер-министром и вице-президентом страны.
Умер во сне 2 сентября 2003 года в возрасте 91 года.